# MACABRE
『MACABRE』（マカブラ）は、日本のバンドDIR EN GREYのメジャー2作目のアルバム。

## 概要
- アルバム1つで重厚な世界観を作り上げることにこだわったアルバム。
- ジャケットなどにも徹底してその世界観を表現しており、初回盤はケースに紋様が刻まれ、数珠が中に入った特殊な仕様となっている。
- 「脈」「[KR]cube」を除き、アルバムはセルフプロデュースとなった。その為、前作『GAUZE』と比べると彼らの個性がハッキリしているのがわかる。
- 歌詞カードの各楽曲の詞の横には、『GAUZE』と同じく数行ほどの詞とイメージ写真がそれぞれ載せられている。
- 今作から彼らのレコード会社はイーストウエスト・ジャパンから現在のソニーへと移籍し、アーティスト契約ではなく販売契約という形で活動を行なっていくことになる。

## 収録曲
(シングル曲は全てAlbum Mix）
| 全作詞: 京、全編曲: Dir en grey。 |                                        |           |             |       |
| #                                 | タイトル                               | 作詞      | 作曲        | 時間  |
| 1.                                | 「Deity」                              | 京        | Dir en grey | 4:13  |
| 2.                                | 「脈」                                 | 京        | Dir en grey | 4:03  |
| 3.                                | 「理由」                               | 京        | Die         | 5:11  |
| 4.                                | 「egnirys cimredopyh +) an injection」 | 京        | Toshiya     | 5:15  |
| 5.                                | 「Hydra」                              | 京        | 薫          | 5:40  |
| 6.                                | 「蛍火」                               | 京        | Shinya      | 6:04  |
| 7.                                | 「【KR】cube」                         | 京        | Dir en grey | 4:07  |
| 8.                                | 「Berry」                              | 京        | 薫          | 4:18  |
| 9.                                | 「MACABRE -揚羽ノ羽ノ夢ハ蛹-」         | 京        | 薫          | 10:48 |
| 10.                               | 「audrey」                             | 京        | Die         | 4:31  |
| 11.                               | 「羅刹国」                             | 京        | Dir en grey | 3:33  |
| 12.                               | 「ザクロ」                             | 京        | 薫          | 8:35  |
| 13.                               | 「太陽の碧」                           | 京        | 薫          | 6:19  |
| 合計時間:                         | 合計時間:                              | 合計時間: | 72:37       |       |

### 曲解説
1. Deity
アルバムの始まりを意識して制作され、SEと曲が1つになっている。この楽曲の歌メロは「ハンガリー舞曲」第五番であるが、京曰く当初はなかなか決まらず途方に暮れていて、誰かの携帯の着メロを鳴らしてみたところそれがたまたま嵌ったという。ロシア語詞で構成されており、京の詩集に訳詞が載っている。映画『デス・トランス』にも使用された。
2. 脈
4thシングル。アレンジが加わっており、マーチのようなイントロとアウトロのパートが削られ、京の台詞が若干聞こえやすくなっている。
3. 理由
歌詞の内容は飛び降り自殺をしようとした主人公の、その飛び降りた瞬間にフラッシュバックした記憶がテーマになっている。「【KR】cube」とともにシングル候補にもなった作品。
後に2018年リリースのアルバム『The Insulated World』の完全生産限定盤に再構築されたバージョンが収録されている。
4. egnirys cimredopyh
 +) an injection
曲の中にファンクのような部分、ラップパート、ポップになるメロディーのパートなどが存在する。歌詞には幾つか言葉遊びなども取り入れられている。またタイトルそのものにも隠しが施されており、筆算のような表記になっているが、その理由はレコ倫対策である。
5. Hydra
打ち込みをバックにバンドサウンドと融合させており、その中で京がロングシャウトしている。中盤では男性の賛美歌のような部分も導入されている。21stシングル「DOZING GREEN」に新たな解釈で構築された「HYDRA -666-」が収録された。なお歌詞が5行しかないが、「アナーキー・イン・ザ・U.K.」に呼応するものとなっている。
6. 蛍火
金原千恵子がヴァイオリンで参加している。「神風」や「戦場」といった、具体的な言葉も登場したストーリー性を持ったものになっている。
7. 【KR】cube
5thシングル。今作に収録された同曲は、曲の冒頭部分の「ママ、飴玉落としちゃった……、ママ、もう一個飴玉頂戴……」といった、シングル版にはあった、イントロの子供の喋り方に似せた京の台詞部分が無くなっているかわりに、シングル版では次曲に繋ぐ演出のために削られていたアウトロが、きちんと最後まで演奏されるようになっている。2003年以降演奏されていなかったが、2016年の武道館公演にて約13年ぶりに演奏された。
8. Berry
幼児虐待ともいえる内容で、詞はその子供の視点から描かれている。曲の中盤の中東のような雰囲気のアレンジの中に夫婦喧嘩のような台詞場面が挿入されている。京は「最初サビが余りにキャッチーなのが新しすぎて、ギリギリまで歌をのせるかどうか悩んだ」と語っている。
9. MACABRE -揚羽ノ羽ノ夢ハ蛹-
アルバムと同名の楽曲。サブタイトルは漢文になっており、正しく読むと「蛹ノ夢ハ揚羽ノ羽」になる。構成からいくとプログレッシブ・ロックのような作りになっている。詞の主人公は「虫」であり、食べる方と、食べられる方両方の視点から描かれている。10分を超える大作であり、彼らの曲の中では最長であったが、2013年リリースのミニアルバム『THE UNRAVELING』の完全生産限定盤に収録された再構築バージョンによって更新された(16分16秒)。当初はこんなに長くなると思っていなかったという。
10. audrey
映画『SEMI-鳴かない蝉-』主題歌に起用された。
11. 羅刹国
「秒｢｣深」や「残-ZAN-」といった曲に成り代わる新たにライブでの代表曲になり得るような激しい曲を求めて制作された曲。タイトルの通り、歌詞も凄惨な阿鼻叫喚が描かれており、曲構成もデス・メタルにも通じるような重厚感を兼ね備えている。ライブでは長きに渡って演奏されている、定番の曲。
後に2011年リリースのアルバム『DUM SPIRO SPERO』の完全生産限定盤に再構築されたバージョンが収録されている。
12. ザクロ
手首に刻んだ傷跡のイメージから連想されたタイトルと、女性言葉による、愛憎入り混じった感情が描かれている。
13. 太陽の碧
6thシングル。この曲が最後に置かれたことで、これまでの楽曲やアルバム全体の印象が大きく変わるため、「最後はこの曲でよかったと思う」とメンバー自身も語っている。また、曲の最後におけるDieのギターのアルペジオがシングル版よりも長く、音が鮮明に、そしてエフェクターがかかっている。